# Piotr Roszak

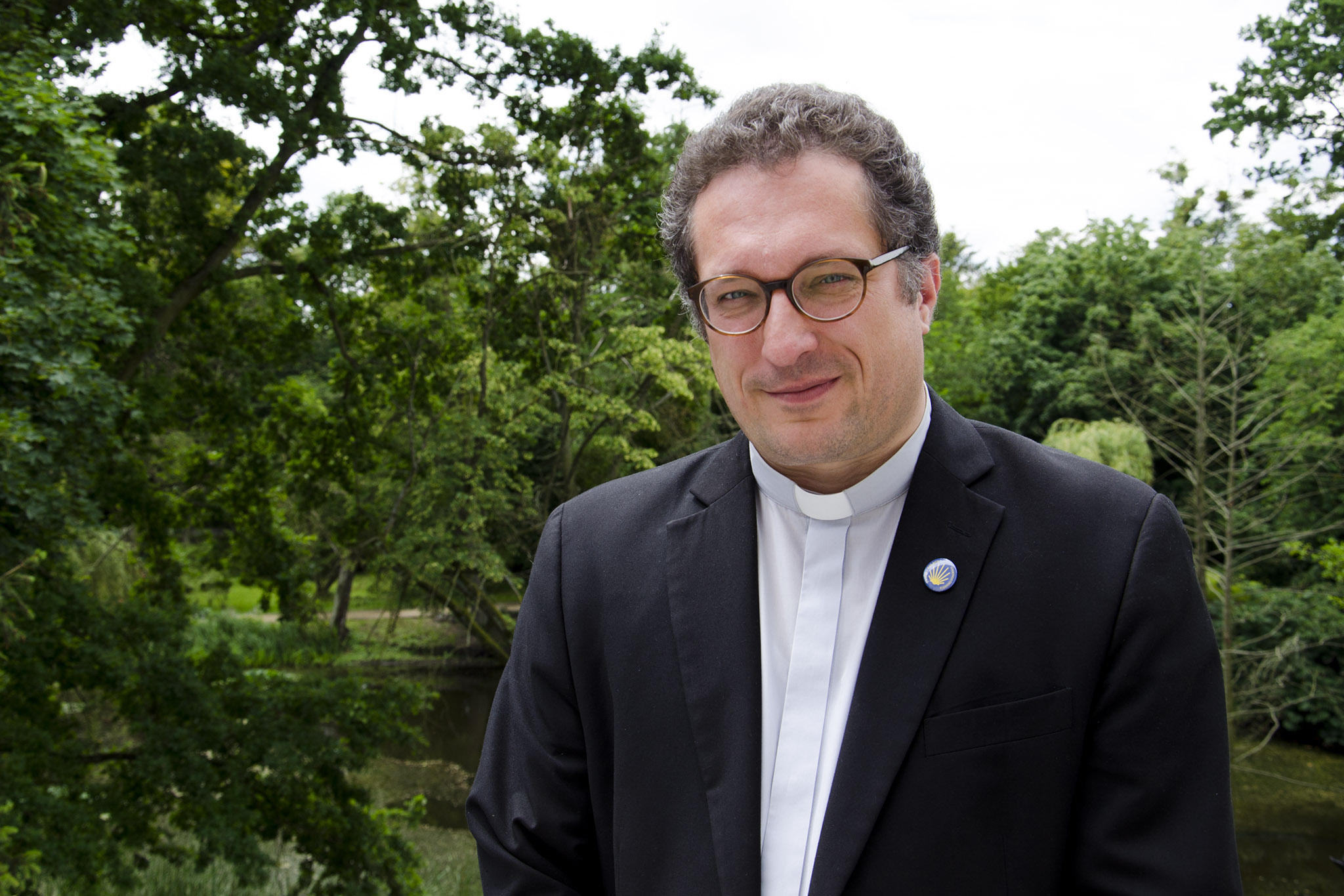
Piotr Roszak (2020)

Piotr Paweł Roszak (nacido el 24 de enero de 1978 en Toruń)[cita requerida] – doctor en teología sistemática por la Universidad de Navarra, profesor adjunto en la Facultad de Teología de la Universidad Nicolás Copérnico en Toruń, Polonia. 

## Vida
Sacerdote de la diócesis de Toruń, ordenado 21 de junio de 2003, en sus primeros años de sacerdocio (2003-2004) servía en la parroquia de la catedral de Toruń, siendo al mismo tiempo capellán de la cárcel. Entre 2004 – 2009 realizó los estudios de doctorado que terminó con la tesis sobre santo Tomas de Aquino y su concepto del mysterium. Desde 2010 trabaja en la Facultad de Teología de la Universidad Nicolás Copérnico en Toruń, siendo profesor adjunto en la Cátedra de la Teología Fundamental y Dogmática, al mismo tiempo profesor asociado de la Universidad de Navarra. El grado de habilitación obtuvo en 2013 con el estudio sobre el concepto de la credibilidad en santo Tomas de Aquino. 
Su investigación se centra en la exegesis bíblica del Aquinate (junto con dr Jörgen Vijgen organiza las conferencias sobre el tomismo bíblico ), relación entre ciencia-religión, teología analítica, cristología del rito hispano-mozárabe y fenómeno del Camino de Santiago. 
Con prof. Dariusz Kotecki y Piotr Paweł Orłowski erigió la Fundación “Pro Futuro Theologiae” en Toruń que tiene como objetivo potenciar las investigaciones teológicas y apoyar proyectos pastorales[2]. Organizó la Cátedra del Camino de Santiago en Toruń que organiza seminarios y conferencias sobre la Ruta Jacobea. Es Presidente del Consejo del Desarrollo del Camino en la Presidencia del Gobierno de la Voivodia de Kuyavia-Pomerania.

## Actividad científica
Obtuvo varios grants y proyectos competitivos de investigación por Centro Nacional de Ciencia (NCN), Ministerio de la Ciencia del Gobierno de Polonia, Fundación Templeton y gobierno regional de Kuyavia-Pomerania. Realizó grants del Ministerio de Eduacion y Deporte de España para la traducción libros españoles al polaco. 
Miembro de varias asociaciones científicas: Internationale Gesellschaft für Theologische Mediävistik e.V. (IGTM), European Society of Catholic Theology (ESCT), FIDEM, SITA.
Redactor de la serie Scholastica Thoruniensia (2012-) en la Editorial de la Universidad Nicolás Copérnico donde se publica las ediciones de los comentarios bíblicos medievales con la traducción polaca
Director de la revista internacional Scientia et Fides (2013-) dedicada al estudio de temas relacionados con ciencia-religión. 
Vicedecano para la investigación de la Facultad de Teología de la Universidad Nicolás Copérnico (2016-)
Desde 2016 miembro ordinario de la Pontificia Academia de Santo Tomas de Aquino.

## Premios
Recibió el premio “Europa” por el Centro de Estudios Europeos de la Universidad de Navarra; premio por la promoción de la ciudad de Toruń otorgada por el Alcalde  (2009) y Presidente del Gobierno de Kuyavia-Pomerania (2012) y por Xacobeo y Junta de Galicia por las actividades científicas de la Catedral de Camino de Santiago (2017). 

## Publicaciones
Autor de numerosas publicaciones, traducciones de los textos medievales y autores contemporáneos (libros Mariano Artigas, Alfredo Marcos)
- Credibilidad e identidad. En torno a la teología de la fe en santo Tomás, Eunsa, Pamplona 2014.
- Reading Sacred Scripture with Thomas Aquinas, ed. P. Roszak, J. Vijgen, Brepols, Turnhout 2015.
- The Way of St. James: Renewing Insights, red. E. Alarcón, P. Roszak, Eunsa, Pamplona 2017.
- Towards a Biblical Thomism. Thomas Aquinas and the Renewal of Biblical Theology, Eunsa, Pamplona 2018.
- Odkupiciel i przyjaciel. U podstaw chrystologii soteriologicznej św. Tomasza z Akwinu w świetle "Super Psalmos", Wydawnictwo W Drodze, Poznań - Warszawa 2020.

- Datos: Q20030306
- Multimedia: Piotr Roszak / Q20030306